# Nové Sedlo (Karlovy Vary)
Nové Sedlo é uma cidade checa localizada na região de Karlovy Vary, distrito de Sokolov‎.